# Ghadana d'Armènia
Ghadana (georgià: ღადანა) fou una princesa parta artàxida d'Armènia, probablement filla del rei Vologès I d'Armènia. Es va casar amb el rei Pharsman II el Valent d'Ibèria i va esdevenir la reina d'aquest país. Hauria visitat a Antoní Pius a Roma amb el seu marit en una data a prop de l'any 140 o 141.
El seu marit el rei va morir a la tornada de Roma (vers 141 o 142) i el seu fill Radamist va pujar al tron, però va morir al cap d'uns tres anys deixant només un fill d'un any d'edat de nom Pharsman (III). Llavors Ghadana va ocupar la regència del seu net. Si vers el 145 Pharsman III tenia un any, la regència s'hauria allargat almenys fins vers el 160.